# District de Loralai
Le district de Loralai (en ourdou : ضلع لورالائی) est une subdivision administrative du nord de la province du Baloutchistan au Pakistan. Créé en 1903, le district a pour capitale Loralai.
Peuplé de quelque 400 000 habitants en 2017, la population du district est surtout constituée de Pachtounes et de Baloutches. Principalement pauvre et peu développé, le district vit surtout de l'agriculture. 

## Histoire

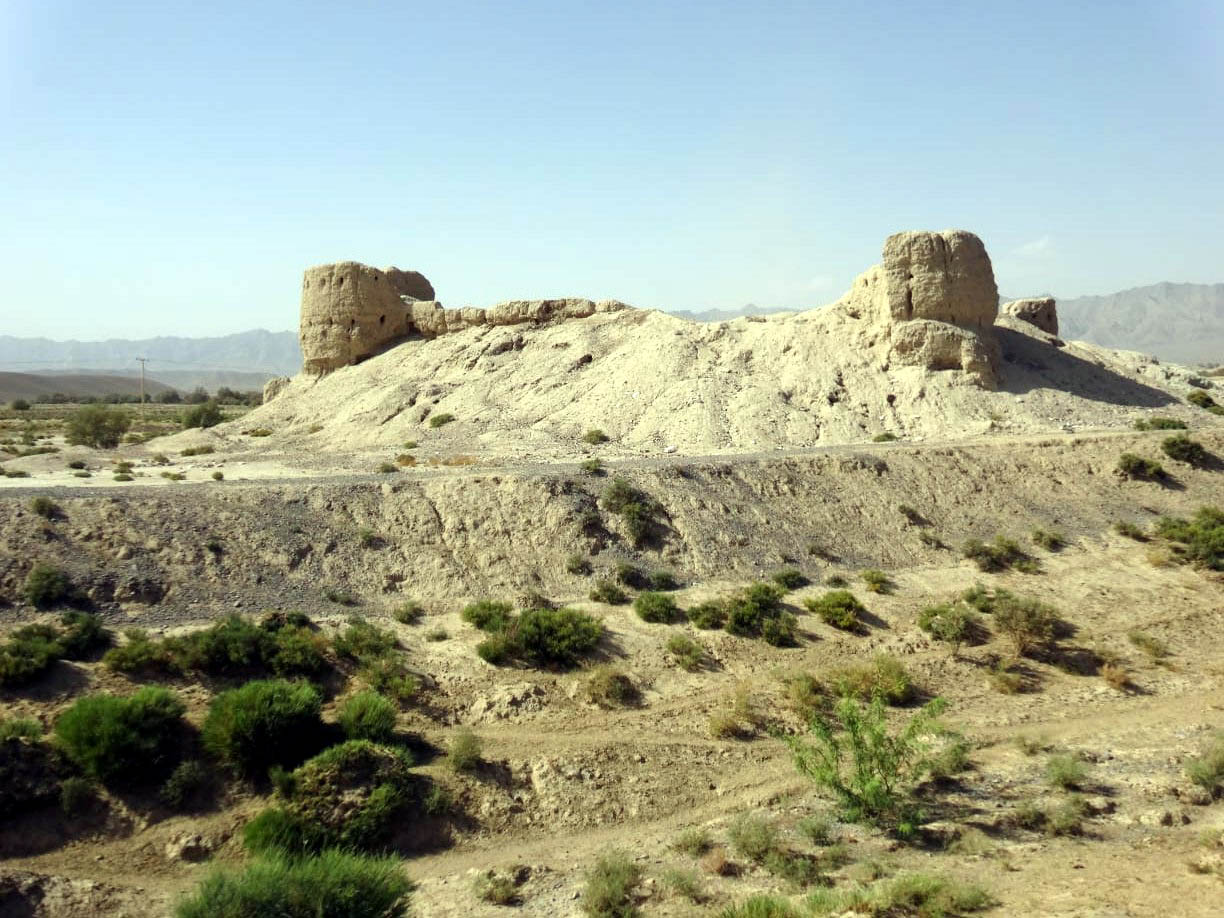
Un fort moghol du XVIe siècle.

Le district de Loralai a été créé en octobre 1903 par les autorités coloniale du Raj britannique, autour de sa ville principale Loralai autrefois nommée Bori. Il perd une partie de sa superficie en 1992 quand sont créés les districts de Musakhel et Barkhan.

## Démographie
Lors du recensement de 1998, la population du district a été évaluée à 297 555 personnes, dont environ 12 % d'urbains. Le taux d'alphabétisation était de 20 % environ, soit bien moins que la moyenne nationale de 44 %. Il se situait à 30 % pour les hommes et 9 % pour les femmes.
En 2013, l'alphabétisation est estimée à 35 % par les autorités, dont 55 % pour les hommes et 12 % pour les femmes.
Le recensement suivant mené en 2017 pointe une population de 397 400 habitants, soit une croissance annuelle moyenne de 2,5 %,inférieure à la moyenne provinciale de 3,4 % mais semblable à la moyenne nationale de 2,4 %. Le taux d'urbanisation augmente un peu pour passer à 16 %.
Le district de Loralai présente une population mixte, étant constitué de tribus pachtounes et baloutches. Le district compte aussi quelques rares minorités religieuses : 0,8 % de chrétiens et 0,6 % d'hindous en 1998.

## Administration
Lors du recensement de 2017, le district est divisé en quatre tehsils ou sous-tehsils ainsi que 36 Union Councils. 
| Tehsil  | Population (rec. 2017) |
| ------- | ---------------------- |
| Bori    | 148 804                |
| Duki    | 153 000                |
| Loralai | 54 758                 |
| Mekhtar | 40 838                 |

Le district compte près de 65 000 urbains selon le recensement de 2017, dont la totalité est répartie entre deux villes : la plus peuplée est la capitale Loralai, suivie par Duki.
| Ville   | Population (rec. 2017) |
| ------- | ---------------------- |
| Loralai | 47 041                 |
| Duki    | 10 180                 |

## Économie et éducation

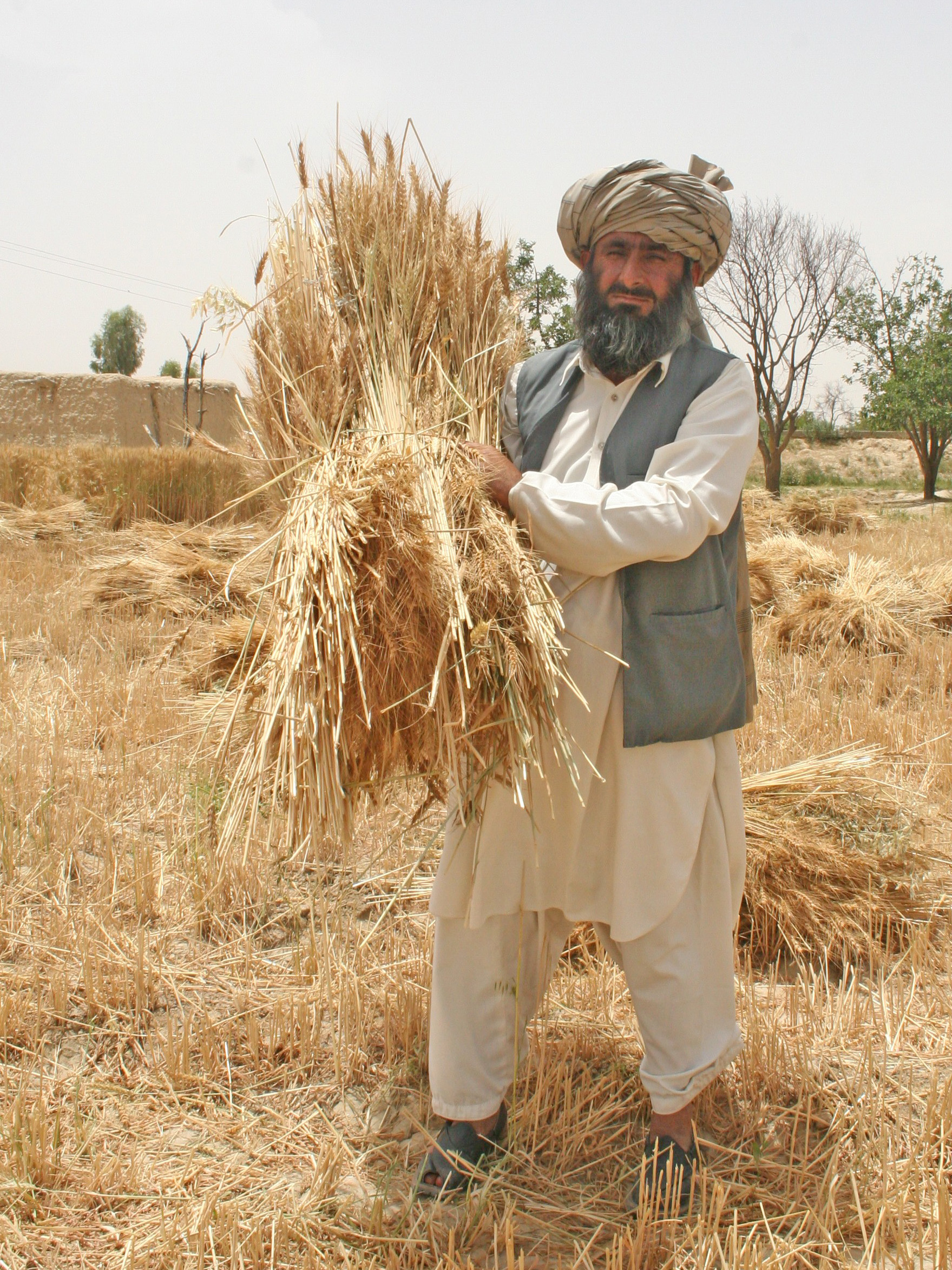
Paysan du district.

Principalement pauvre et rurale, la population du district vit surtout de l'agriculture non irriguée, dépendante de pluies irrégulières. Près de 10 % de la superficie est cultivée, soit environ 820 kilomètres carrés. On y produit surtout du blé, de l'orge, du cumin, du lentille, du pois chiche et du maïs, ainsi des pommes, amandes et abricots notamment. On trouve également des mines de charbon, marbre et fluorine.
Les services publics sont peu développés dans le district, notamment les infrastructures scolaires qui sont manquantes. Seuls 48 % des enfants sont scolarisés dans le primaire en 2013, et ce taux chute à 19 % pour l'enseignement secondaire. 
Le district contient de nombreuses institutions d'enseignement supérieur. On y trouve l'université de Loralai fondée en 2009, plusieurs facultés et instituts d'études supérieures.

## Politique
Le district est représenté par les deux circonscriptions no 14 et 16 à l'Assemblée provinciale du Baloutchistan. Lors des élections législatives de 2008, elles ont été remportées par deux candidats de la Ligue musulmane du Pakistan (Q), et durant les élections législatives de 2013, par un candidat de la Ligue musulmane du Pakistan (N) et un du Pashtunkhwa Milli Awami. À l'Assemblée nationale, il est partiellement représenté par la circonscription no 263, qu'il partage avec le district de Musakhel et le district de Barkhan. Lors des élections de 2008, elle a été remportée par un candidat de la Ligue (N), et durant les législatives de 2013, par un candidat de la Jamiat Ulema-e-Islam (F).
Avec le redécoupage électoral de 2018, Loralai partage avec quatre autres districts la circonscription no 258 pour l'Assemblée nationale et est pleinement représenté par la quatrième circonscription de l'Assemblée provinciale. Lors des élections législatives de 2018, elles sont remportées par deux candidats du Parti baloutche Awami,.
| Parti                                      | Voix (province) | %       |
| ------------------------------------------ | --------------- | ------- |
| Parti baloutche Awami                      | 14 157          | 30,32 % |
| Muttahida Majlis-e-Amal                    | 12 148          | 26,02 % |
| Pashtunkhwa Milli Awami                    | 5 192           | 11,12 % |
| Parti national Awami                       | 2 193           | 4,70 %  |
| Ligue musulmane du Pakistan (N)            | 1 951           | 4,18 %  |
| Autres partis                              | 1 818           | 3,89 %  |
| Indépendants                               | 9 232           | 19,78 % |
| Total exprimés (participation : 53,04 %)   | 46 691          | 100 %   |
| Source : Commission électorale du Pakistan |                 |         |